# غودفري هاونسفيلد
السير غودفري نيوبولد هاونسفيلد (بالإنجليزية: Sir Godfrey Newbold Hounsfield)‏ ـ (28 أغسطس 1919 - 12 أغسطس 2004) مهندس كهربائي إنجليزي حصل على جائزة نوبل في الطب سنة 1979 مناصفة مع ألان كورماك لدوره في تطوير تقنية التشخيص بالتصوير الطبقي المحوسب بالأشعة السينية (الأشعة المقطعية).
ينسب إلى اسمه مقياس هاونسفيلد، وهو مقياس كمي للكثافة الإشعاعية يستخدم لتقييم صور الأشعة الطبقية المحوسبة.

## التكريم
حصل هاونسفيلد ـ بالإضافة إلى جائزة نوبل ـ على وسام الإمبراطورية البريطانية من رتبة قائد سنة 1976 وجائزة هوارد ن. بوتس من معهد فرانكلين سنة 1977، كما انتخب عضواً بالجمعية الملكية سنة 1975 ونال لقب سير (فارس) سنة 1981.

## حياته الشخصية ووفاته
لم يتزوج هاونسفيلد طيلة حياته، وتوفي في 12 أغسطس 2004 عن عمر يناهز 84 عاماً.